# Afanaszjevói kultúra

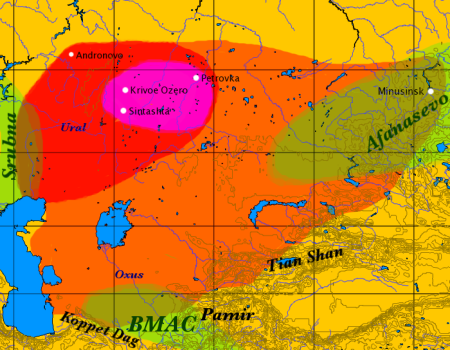
Az afanaszjevói kultúra területe a korai andronovóitól keletre.

Az afanaszjevói kultúra késő rézkori, kora bronzkori régészeti kultúra volt a Balkas-tó és a Bajkál közötti területen az Altaj északi oldalán, az Ob és a Jenyiszej felső folyása környékén a sztyeppe és az erdős sztyeppe övezetben i. e. 2300–1500 között.  Más források az i.e 3300-2500 közötti időszakot adják meg.  Hszincsiang-Ujgur Autonóm Terület területén ez volt az első termelő, földművelő–állattenyésztő kultúra. Néhány régész úgy gondolja, hogy genetikusan kapcsolódott a kelet-európai Jamna (gödörsíros)-kultúrához, a tokhárok keleti vándorlásához kötik létrejöttét  mások azonban ezt a kapcsolatot nem látják elég megalapozottnak.  A Jamna-kultúrából származó Andronovói kultúracsalád terjeszkedésével a Fjodorovo-kultúra váltotta fel. 

## Mezőgazdaság
Az Altaj vidékén ez volt az első termelő, földművelő-állattenyésztő kultúra. Népessége búzát, árpát termesztett, kecskét, juhot, marhát, baktriai tevét és lovat tartott. Mindezekkel valószínűleg ők ismertették meg Észak-Kína népességét, mert az észak-kínai nyelvi terminológiák mindezekre egy indoeurópai nyelvből, valószínűleg a tokhárokéból származnak.  A lovakat étkezési célból tartották, kocsijaik elé bikákat és ökröket fogtak. 

## Kézművesség
Európai típusú textíliákat gyártottak, amelyekből sztyeppei típusú kaftánokat készítettek. A keréken való szállítást és közlekedést,  valamint a fémművességet valószínűleg ők hozták és vitték tovább Észak-Kínába a nyelvi kölcsönszavak tanúsága alapján.  A kocsikerekeik tömörek voltak, a kocsikat még nem lovak, hanem ökrök vagy bikák húzták. 